# Zygomycota
Zygomycota este o fostă diviziune respectiv încrengătură a Regnului Fungi. Membrii fac acum parte din două încrengături, Mucoromycota și Zoopagomycota. Nu mai este recunoscută, deoarece nu se crede că ar fi cu adevărat monofiletică. Sunt cunoscute aproximativ 1060 specii. Acestea sunt în mare parte terestre în habitat, trăind pe sol sau pe și în materiale vegetale sau animale în descompunere. Unele sunt parazite a plantelor, insectelor și animalelor mici, în timp ce altele formează relații simbiotice cu plantele. Hifele Zygomycetelor pot fi mult-nucleine, formând septe numai acolo unde se formează gameți sau pentru a opri hife moarte.

## Morfologie
Înmulțirea se face fie asexuat (prin spori), fie sexuat (prin izogametangiogamie). Include familia Mucoraceae, din care face parte specia Mucor mucedo (mucegaiul comun). Se găsește pe alimente bogate în glucide. Este unicelular, cu aspectul unei pâsle albe care se prinde de substrat prin haustori. Unele mucoracee sunt agenți patogeni, cauzând diverse afecțiuni.
Zigomycetele au miceliul format din hife neseptate, puternic ramificate. Sunt adaptate la viața pe uscat, saprofite, mai rar parazite. Înmulțirea asexuată are loc prin spori imobili( conidii sau sporangiospori), iar cea sexuată prin gamentangiogamie-contopirea conținutului a doua organe sexuale (gametangi), nediferentiate în gameți. Zigotul format se acoperă cu o membrană groasă, transformându-se într-un zigospor. După o perioadă de repaus, aceasta se devide meiotic și germinează, dând naștere unei hife cu un sporange la capăt ce conține spori haploizi.